# 김희 (조선 중기)
김희(金禧, ? ~ 1531년 음력 10월 10일)은 조선 중기의 문신으로, 김안로의 아들이자 중종의 부마 효혜공주의 남편이다.

## 생애
본관은 연안(延安)으로 아버지 김안로(金安老)와 어머니 채수의 딸,인천 채씨(仁川 蔡氏)의 차남으로 태어났다. 어릴적 이름은 몽룡(夢龍)이며 후에 희(禧)로 개명하였다.
1520년(중종 15년) 12월 14일, 중종과 장경왕후의 딸인 효혜공주(孝惠公主)와 혼인이 결정되었으며 다음해인 1521년(중종 16년)년) 11월 길례를 올리고 연성위(延城尉)에 봉해졌다.
아버지 김안로가 남곤과 심정의 탄핵으로 경기도 풍덕(蘴德)으로 유배를 가게 되자 중종에게 아버지의 억울함을 호소해 귀양에서 풀려나게 하였다.
1527년(중종 22년) 김안로의 사주로 작서의 변을 일으켰으며 이로 인해 경빈 박씨 및 그의 소생인 복성군, 심정 등이 주모자로 몰려 사사되었다.
1531년(중종 26년) 4월 20일, 아내 효혜공주가 딸 선옥(善玉)을 낳고 사망하였다. 김희 역시 효혜공주가 죽은지 반년이 지난 10월 10일 병으로 사망했다.
 
연성위(延城尉) 김희(金禧)가 죽으니, 전교하였다.
"요 며칠 동안 경연과 시사(視事)를 정지하라."
사신은 논한다.
김희는 김안로(金安老)의 아들인데 효혜공주(孝惠公主)에게 장가 드니
상(중종)이 매우 사랑하여 대우와 은총이 특별하였다.
안로가 교만하고 사치스러우며 방종하여 패망에 이르게 된 것은
실로 희(禧)로부터 비롯된 것이다.— 《중종실록》 71권,
중종 26년(1531년 명 가정(嘉靖) 10년) 10월 10일 (경인)

효혜공주와의 사이에서 얻은 딸 선옥은 문정왕후의 오빠 윤원로(尹元老)의 아들 윤백원(尹百源)의 아내가 되었다. 윤백원은 명종대에 이량 일파에 가담하여 사림을 제거하려다가 유배되었으나 효혜공주의 하나뿐인 사위라는 이유로 문정왕후가 언서를 내려 가까운 곳으로 옮기게 했다.

## 가족 관계
| - 아버지 : 김안로(金安老, 1481~1537) - 어머니 : 인천 채씨(仁川 蔡氏) - 채수(蔡壽)의 딸 | - 아내 : 효혜공주(孝惠公主, 1511~1531) - 딸 : 김선옥(金善玉, 1531~? ) - 사위 : 윤백원(尹百源, 1528~1589) - 문정왕후의 동생인 윤원로의 아들 - 외손녀 : 윤개미치(尹介未致, 1555~1589) - 아버지 윤백원을 독살했다는 모함을 받아 사망함 - 외손녀사위 : 이홍원(李弘元, 1554~1586) |

## 김희를 연기한 배우들
- 여인천하 - 박준혁